# Cuts
Cuts – miejscowość i gmina we Francji, w regionie Hauts-de-France, w departamencie Oise.
Według danych na rok 1990 gminę zamieszkiwało 736 osób, a gęstość zaludnienia wynosiła 68 osób/km² (wśród 2293 gmin Pikardii Cuts plasuje się na 389. miejscu pod względem liczby ludności, natomiast pod względem powierzchni na miejscu 396.).